# Santa Rita do Trivelato
Santa Rita do Trivelato là một đô thị thuộc bang Mato Grosso, Brasil. Đô thị này có diện tích 3345,196 km², dân số năm 2007 là 2504 người, mật độ 0,75 người/km².